# Пастис

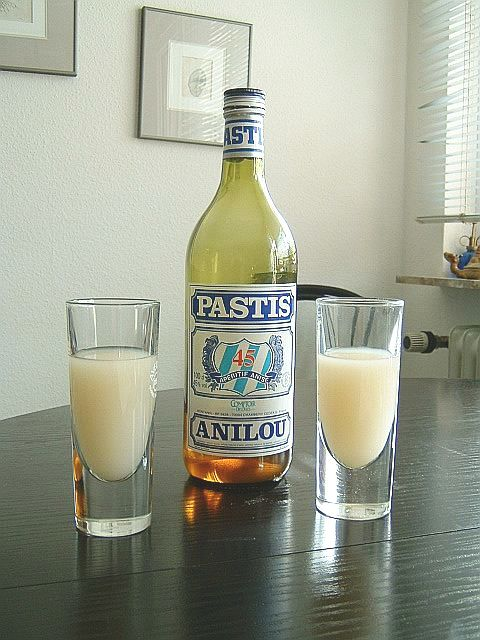
Пастис

Пасти́с (фр. pastis) — алкогольний напій, який виробляють і поширюють повсюдно у Франції. Є анісовою горілкою (ганусівкою) та вживається як аперитив. Для цього пастис розбавляють водою приблизно у вісім разів. Для виробництва пастиса необхідно близько 50 видів рослин і прянощів. У XIX столітті пастис продавався в аптеках як ліки проти гельмінтів.
Коли на початку XX століття в більшості європейських країн заборонили абсент, то один з його основних виробників, фірма «Pernod», змінила рецептуру. Вони відмовилися від полину, і близько 1915 з'явився пастис. Максимально допустимий вміст алкоголю спочатку був обмежений і становив 30 %. У 1922 році було дозволено підвищити його до 40 %, а в 1938 — до 45 %.